# Dyskografia (box Edyty Górniak)
Dyskografia jest podsumowaniem wydanym przez EMI Music Poland i ukazuje wszystkie dotychczasowe wydawnictwa Edyty Górniak.
Wyjątkowym jest dodatek w postaci płyty DVD z wybranymi teledyskami z kariery piosenkarki plus 20-minutowy wywiad promujący płytę "Edyta Górniak".

## Lista zawartości
Dotyk
1. Jestem kobietą
2. Będę śniła
3. Dotyk
4. Szyby
5. Niebo to my
6. Nie opuszczaj mnie
7. Litania
8. Kasztany
9. Pada śnieg
10. To nie ja
11. Jej portret

Edyta Górniak
1. Anything
2. If I Give Myself (Up) To You
3. Perfect Moment
4. When You Come Back To Me
5. Be Good Or Be Gone
6. One & One
7. Linger
8. Soul Boy
9. I Don't Know What's On Your Mind
10. The Day I Get Over You
11. Miles & Miles Away
12. That's The Way I Feel About You
13. Gone
14. Hunting High & Low
15. Coming Back To Love
16. Hope For Us

Live '99
1. Intro
2. Perfect Moment
3. When You Come Back To Me
4. Dotyk
5. The Day I Get Over You
6. Stop
7. Jestem kobietą
8. I Don't Know What's On Your Mind
9. Miles and Miles Away
10. Hunting High and Low
11. To nie ja byłam Ewą
12. Anything
13. Dziś prawdziwych Cyganów już nie ma
14. Gone

Perła
1. Invisible
2. Nie proszę o więcej
3. Whatever It Takes
4. Don't You Know You
5. Calling You
6. Słowa jak motyle
7. Hold On Your Heart
8. The Story So Far
9. Sleep With Me

Perła
1. How Do You Know
2. Sit Down
3. Mogę zapomnieć Ciebie
4. Can't Say No
5. Talk To Me
6. Obłok
7. X My Heart
8. As If
9. Jak najdalej
10. Perła (Absolute Dance Remix)
11. Make It Happen
12. Impossible
13. Impossible (Paradise City Radio Mix)
14. Impossible (Roy Malone King Mix – Edit)

DVD
1. Once In A Lifetime
2. Dotyk
3. Jestem kobietą
4. Anything
5. When You Come Back To Me
6. One & One
7. Hope For Us
8. Dumka na dwa serca
9. Nie proszę o więcej
10. Impossible
11. Wywiad promujący album "Edyta Górniak"